# 21·萨维奇
谢亚·本·亚伯拉罕-约瑟夫（英语：Shéyaa Bin Abraham-Joseph，1992年10月22日—），艺名21·萨维奇（21 Savage），英格蘭男歌手、饶舌歌手、词曲作家与唱片制作人，生于英國伦敦，成长并出道于美国亚特兰大。

## 早年生平
21·萨维奇於1992年10月22日在英國倫敦普拉斯托的纽汉医院（Newham Hospital）出生，父母为生于英国的 Kevin Cornelius Emmons 和 Heather Carmillia Joseph，二人分别拥有多米尼加和海地血統，他的雙胞胎姐妹為舞蹈家Kyra和Jayda Davis。他的姐妹和父亲目前繼續住在倫敦，父親在威斯敏斯特市議會工作。他的祖母住在布里克斯頓。21·萨维奇的父母在他小時候就分開了，7歲時他和他的母親一起搬到佐治亞州的亞特蘭大。在2005年6月他12歲時，他前往英國參加舅舅的葬禮，一個月後於2005年7月22日以H-4簽證返回美國。21·萨维奇的母親隨後开始與英國裔內分泌學家Amsu Anpu博士交往，並與他育有多子。21·萨维奇有一個兄弟Quantivayus（Tay-Man），其在一次未遂的毒品交易後遭到槍殺，值得注意的是，21 Savage額頭上的匕首刺青(常被誤認為十字架)原來是Tay-Man的刺青，與他加入的幫派Slaughter Gang有關，21 Savage 決定將這個刺青紋在自己額頭上，以表達對哥哥的思念。
在七年級時，21·萨维奇因為持有槍枝而被迪卡尔布县學區的每所學校永久拒絕。這使他開始上亞特蘭大都市區的學校，然後他就被送往青年拘留中心了。在從青年拘留中心獲釋後，他完成了八年級學業。由於各種阻礙，21·萨维奇決定輟學，他說自己已經「精疲力盡」。
輟學後，21·萨维奇加入了一個當地的街頭幫派，隸屬於血幫，並成為一名全職的毒販，主要販售大麻。他還經常參與其他犯罪活動，包括搶劫和偷車，但他只遭逮捕一次，原因是在他開的車上被發現走私物。2011年，19歲的21·萨维奇在一次槍戰中失去了他的得力助手Larry。2013年，他在21歲生日那天因意圖搶劫而被敵對幫派成員持槍攻擊，身中六槍，他最好的朋友Johnny則被殺害。
21 Savage 在青少年時期與朋友們加入了一個名為 「2100」 的幫派。這個幫派的名稱來自他們活動的街區編號，因此「21」就成為了他往後的標誌。

## 演藝生涯
2015年，21·萨维奇以混音带《The Slaughter Tape》闻名于亚特兰大，之后与制作人梅特罗·布明合作包含热门单曲“X” 和“No Heart”的EP专辑《Savage Mode》，並2016年客串德雷克的单曲“Sneakin'”，開始获得全国性的关注。
21·萨维奇于2017年7月7日发布個人首张录音室专辑《Issa Album》，该专辑曾登至Billboard二百强专辑榜第二名，专辑中的歌曲“Bank Account”成为他的首支Billboard百强单曲榜20强单曲。在2017年底，21·萨维奇与波斯特·马龙合作推出单曲“Rockstar”，该曲也成为他的首支单曲榜榜首单曲，其在第61届格莱美奖获得两项提名。2017年10月31日，21·萨维奇发布了与Offset和梅特罗·布明的合作专辑《Without Warning》。2018年12月，21·萨维奇发布第二张专辑《I Am > I Was》，该专辑在二百强专辑榜上连续两周排名第一。
2019年2月3日，21·萨维奇被美国移民和海关执法局 （ICE）逮捕，执法局官员表示他是在2005年7月进入美国的英国公民，2006年7月签证到期后他一直在美国非法逾期逗留。他于2月12日获准交保并在第二天获释，等待加急驱逐听证会的结果。 听证会原定于4月9日举行，但后来被无限期推迟。

## 影片
2017年，有报道称21·萨维奇正在制作他的首部电影《Issa Movie》。
21·萨维奇还制作了一部名为《Year 2100》的YouTube动画迷你剧。

## 唱片

### 录音室专辑
- 《Issa Album》 (2017年)
- 《自我突破（英语：I Am Greater than I Was）》 (2018年)

### 合作录音室专辑
- 《Without Warning》 (与Offset和梅特罗·布明) (2017年)

### 混音带
- 《The Slaughter Tape》 (2015年)
- 《Slaughter King》 (2015年)

### EP专辑
- 《Free Guwop》 (与Sonny Digital) (2015年)
- 《Savage Mode》 (与梅特罗·布明) (2016年)

## 获奖和提名
| 年份 | 大奖                                    | 奖项                                                | 获提名作品/人                  | 结果 |
| ---- | --------------------------------------- | --------------------------------------------------- | ------------------------------ | ---- |
| 2017 | 黑人娱乐电视大奖 (BET Awards)           | 最佳新艺人 (Best New Artist)                        | 本人                           | 提名 |
| 2017 | 美国网络电视大奖 (Streamy Awards)       | 突破性艺人 (Breakthrough Artist)                    | 本人                           | 提名 |
| 2018 | iHeartRadio音乐奖                       | 最佳嘻哈新艺人 (Best New Hip-Hop Artist)            | 本人                           | 提名 |
| 2018 | iHeartRadio音乐奖                       | 年度嘻哈歌曲 (Hip-Hop Song of the Year)             | 单曲"Rockstar" (与波斯特·马龙) | 提名 |
| 2018 | Billboard音乐奖                         | 最佳新艺人 (Top New Artist)                         | 本人                           | 提名 |
| 2018 | Billboard音乐奖                         | 最佳100热曲 (Top Hot 100 Song)                      | 单曲"Rockstar" (与波斯特·马龙) | 提名 |
| 2018 | Billboard音乐奖                         | 最佳流媒体歌曲 (音频) (Top Streaming Song (Audio))  | 单曲"Rockstar" (与波斯特·马龙) | 提名 |
| 2018 | Billboard音乐奖                         | 最佳合作作品 (Top Collaboration)                    | 单曲"Rockstar" (与波斯特·马龙) | 提名 |
| 2018 | Billboard音乐奖                         | 最佳饶舌歌曲 (Top Rap Song)                         | 单曲"Rockstar" (与波斯特·马龙) | 獲獎 |
| 2018 | 全美音乐奖 (American Music Awards)      | 最受欢迎饶舌/嘻哈单曲 (Favorite Rap/Hip-Hop Song)   | 单曲"Rockstar" (与波斯特·马龙) | 提名 |
| 2018 | 全美音乐奖 (American Music Awards)      | 年度最佳合作作品 (Collaboration of the Year)        | 单曲"Rockstar" (与波斯特·马龙) | 提名 |
| 2018 | MTV欧洲音乐奖 (MTV Europe Music Awards) | 最佳歌曲 (Best Song)                                | 单曲"Rockstar" (与波斯特·马龙) | 提名 |
| 2018 | MTV音乐录影带大奖                       | 年度歌曲 (Song of the Year)                         | 单曲"Rockstar" (与波斯特·马龙) | 獲獎 |
| 2018 | MTV音乐录影带大奖                       | 最佳嘻哈音乐视频 (Best Hip-Hop Video)               | 单曲"Bartier Cardi" (与卡迪·B) | 提名 |
| 2018 | 黑人娱乐电视大奖                        | 最佳合作作品 (Best Collaboration)                   | 单曲"Bartier Cardi" (与卡迪·B) | 提名 |
| 2018 | BET嘻哈音乐奖 (BET Hip Hop Awards)      | 最佳客串片段 (Best Featured Verse)                  | 单曲"Bartier Cardi" (与卡迪·B) | 提名 |
| 2018 | BET嘻哈音乐奖 (BET Hip Hop Awards)      | 最佳合作、二人组或团体 (Best Collabo, Duo or Group) | 单曲"Ric Flair Drip"           | 提名 |
| 2019 | 格莱美奖                                | 年度唱片 (Record of the Year)                       | 单曲"Rockstar" (与波斯特·马龙) | 提名 |
| 2019 | 格莱美奖                                | 最佳饶舌/演唱表演                                   | 单曲"Rockstar" (与波斯特·马龙) | 提名 |